# Ceraticelus phylax
Ceraticelus phylax là một loài nhện trong họ Linyphiidae.
Loài này thuộc chi Ceraticelus. Ceraticelus phylax được Wilton Ivie & Barrows miêu tả năm 1935.